# Egypártrendszer Törökországban (1923–1950)
Törökországban 1923. október 29-én kikiáltották a köztársaságot. 1923 és 1950 között Mustafa Kemal Atatürk pártja, a Köztársasági Néppárt (CHP) irányította az országot, melynek a parlamentben nem volt igazi ellenzéke egészen az 1950. évi választásokig. 1923 és 1938 között Atatürk, 1938 és 1950 között pedig İsmet İnönü állt az ország élén.

## 1923–1938: Atatürk

### Reformok

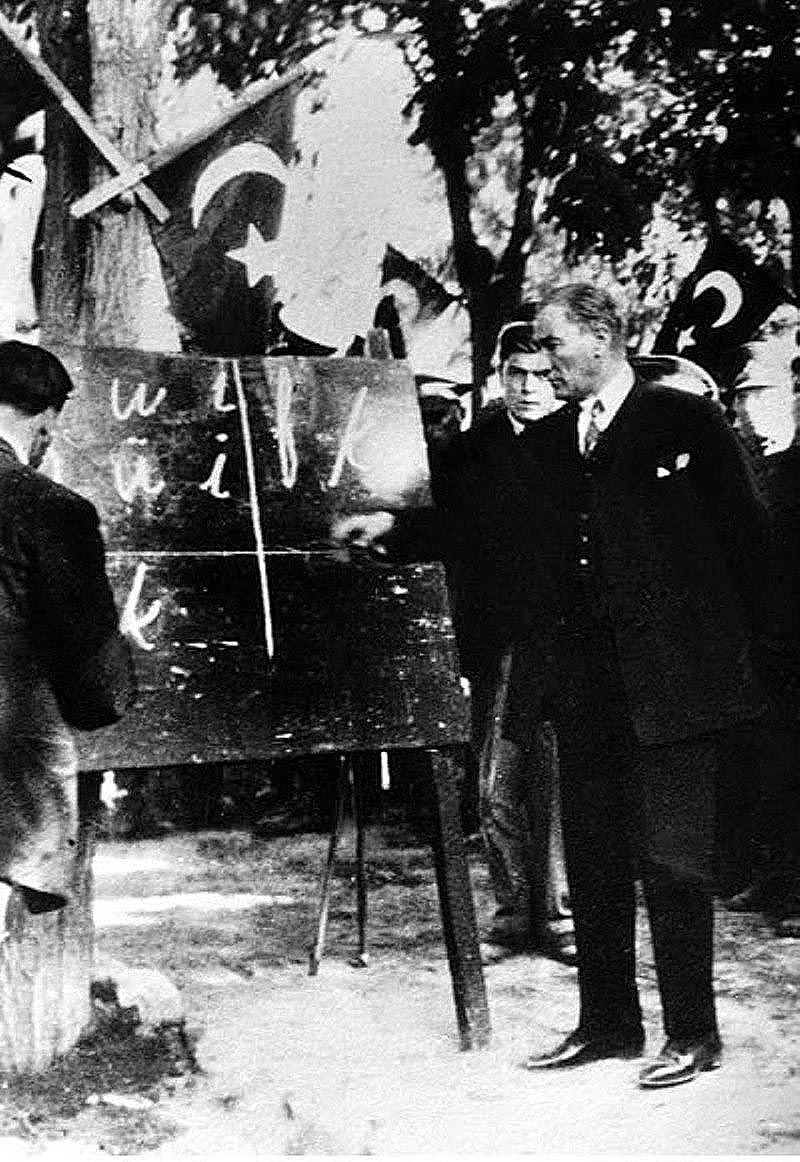
Atatürk az új török ábécét magyarázza Kayseri népének. (1928. szeptember 20.)

A török köztársaság első intézkedéseinek egyike volt a kalifátus eltörlése, és az oszmán uralkodóház tagjainak száműzése. Abdul-Medzsidet kitoloncolták, soha nem térhetett vissza az országba, 1944-ben hunyt el Párizsban. Megkezdődött az ország drasztikus szekularizálása: betiltották a dervisrendeket, a vallási alapítványokat (vakıf), megtiltották, hogy az oktatást az ulema felügyelje, és létrehozták az Oktatásügyi Minisztériumot. 1925-ben megtiltották a fez, az oszmán uralom szimbólumának viselését, és szorgalmazták az európai öltözéket, bár a nők hagyományos muszlim fejkendője ellen hivatalosan nem léptek fel.
1925. december 26-án elfogadták a Gergely-naptár használatát, európai mintára vasárnap lett a hivatalos pihenőnap. Olasz mintára elkészült az új büntető törvénykönyv, svájci példa alapján pedig a polgári törvénykönyv, mely törvény előtt egyenlővé tette a férfiakat és a nőket. Megtiltották a többnejűséget, a nők jogot kaptak a válásra (korábban csak a férfi kezdeményezhette a válást), megnyíltak előttük a felsőoktatási intézmények. Csak az anyakönyvvezető előtt kötött házasságot ismerték el törvényesnek.
1928-ban bevezették a török nyelv fonetikájának jobban megfelelő latin ábécét, és megkezdődött a nyelv megtisztítása az „idegen elemektől” (főként az arab és perzsa szavaktól). Eredetileg a nacionalisták célja a nyelv teljes megtisztítása, vagyis az összes, nem török eredetű szó eltávolítása volt, ám ez több problémát is felvetett. Nagyon sok olyan szót találtak, aminek nem volt török megfelelője, így első lépésben felhívást intéztek az emberekhez, hogy a listában felsorolt idegen szavak helyett javasoljanak mást, alkossanak új szavakat. Ez a terv már-már groteszk kifejezéseket eredményezett, az új szavakkal írt szövegek szinte teljesen érthetetlenek lettek az emberek számára. Mivel a nacionalista célokat Atatürk nem volt hajlandó feladni, így a török nyelvészek – alávetve magukat a nemzeti céloknak – elfogadták az úgynevezett „napnyelv-elméletet”, mely szerint minden nyelv egyetlen ázsiai őstörök nyelvből származik, így azok az idegen szavak is, melyeknek nincs pontos török megfeleljük; vagyis maradhatnak.
Az országban mindenkinek kötelező volt megtanulnia az új írást, Atatürk maga is járta az országot táblával és krétával, és több városban, faluban is maga tanította a népnek az új ábécét.
1934-ben eltörölték az eddig használatos olyan rangokat, címeket, mint a pasa vagy a bej, és bevezették a mindenkire kötelező érvényű családnév-törvényt: minden török állampolgárnak vezetéknevet kellett választania. Ekkor kapta Musztafa Kemal a török parlamenttől az Atatürk, „minden törökök atyja” vezetéknevet, és vette fel Iszmet tábornok az İnönü nevet a függetlenségi háború egyik győztes csatájának helyszíne után.

### Kemalizmus

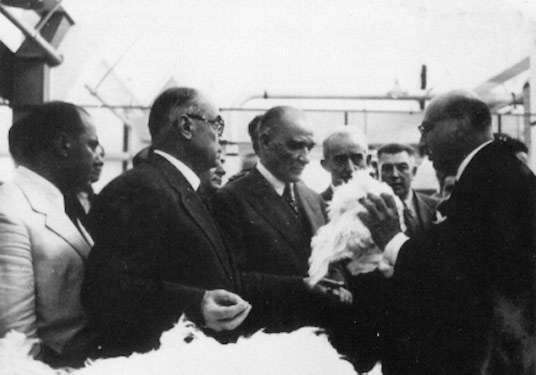
Atatürk egy gyapotgyárban Nazilliben. Az etatikus gazdaságpolitika keretében az állam felügyelte az ipar fejlesztését.

1931-ben a Köztársasági Néppárt programjában rögzítették a kemalizmus hat alappillérét („hat nyíl”), melyet 1937-ben az alkotmányba is belefoglaltak. Ezek:
- republikanizmus: az Oszmán Birodalom szultanátusával szemben a köztársasági rendszer bevezetése
- popularizmus: a nemzeti érzelmek megerősítése, a „nép érdeke előbbre való bármely osztály-vagy csoportérdeknél”,[3] az osztályok létezésének tagadása, minden olyan politikai irányzat (például kommunizmus) szigorú tiltása, mely osztályokra alapoz
- etatizmus: az állam határozott szerepet tölt be a gazdaság irányításában
- forradalmiság (reformizmus): a reformprogramban előírt változtatások megvalósítása az állam irányításával
- nacionalizmus: új nemzettudat kialakítása
- szekularizmus: az állam és a vallás kettéválasztása, a vallás teljes kiirtása a közéletből[3]

#### Ellenállás a reformokkal szemben
Az atatürki reformok néhol annyira radikálisak voltak, hogy az államfő saját barátainak és támogatónak többsége is visszarettent tőlük, sokan oszmán méltóságok, tisztek leszármazottai voltak, akik számára túlságosan gyorsan történtek a változások, és nem tudtak teljesen egyetérteni a múlttal való gyökeres szakítással. 1924-ben megalakult a Haladó Köztársasági Párt, 25 nemzetgyűlési képviselővel, akik követelték, hogy a köztársaság tanúsítson nagyobb türelmet az iszlámmal szemben, és lassítsa le a reformokat. A kemalisták kezére játszott azonban az 1925-ben, Tunceliben kitört kurd felkelés, Szajid sejk, a helyi naksibendi dervisrend fejének vezetésével. A Haladó Köztársasági Pártot megvádolták azzal, hogy felbújtotta a kurd lakosságot a köztársaság ellen, így a pártot felszámolták és cenzúrát vezettek be. A sejket és negyven hívét halálra ítélték, a dervisrendeket könyörtelenül bezáratták.
1926-ban fény derült egy pokolgépes merénylet tervére, mellyel Atatürköt akarták meggyilkolni izmiri látogatása alatt. Az összeesküvésben több magas rangú politikus és katona alvilági személyekkel szövetkezett. A letartóztatott vádlottakat látványos perben ítélték el, tizenhármat közülük felakasztottak. A kivégzések másnapján Atatürk a következő beszédet intézte a parlamenthez:
„Én vagyok Törökország. Aki engem akar megsemmisíteni, az magát Törökországot akarja megsemmisíteni. (…) Népemet mindaddig kézen fogva vezetem, ameddig nem lesznek biztosak a léptei, és ameddig nem ismeri útját.”
A demokratikus országrend stabilizálása érdekében 1930-ban Musztafa Kemal rábeszélte barátját, Ali Fethit, hogy alapítsa meg a Szabad Köztársasági Pártot, amelyhez Atatürk kérésére több képviselő is csatlakozott. Az elégedetlenkedők megnyugtatására alapított ellenzék azonban a vártnál nagyobb támogatottságot kapott a helyhatósági választásokon, bár a hatóságok durván akadályozták a képviselőiket munkájukban. Az atrocitások miatt Fethi a belügyminiszter megkövetését kérte, de leszavazták. A csalódott politikus emiatt feloszlatta a pártját, Londonba küldték nagykövetnek.
Ugyanebben az évben újabb zavargás robbant ki, ezúttal az İzmir melletti Menemen városkában. Kábítószer befolyása alatt álló dervisek egy csoportja az iszlám zászlaját hordozva követelte az iszlám törvények visszaállítását, a megfékezésükre küldött katonák közül többet brutális módon megöltek, parancsnokukat lefejezték és fejét zászlórúdra tűzve őrjöngtek. Statáriumot vezettek be, több mint 200 embert letartóztattak, 27 vádlottat kivégeztek.
Flesch István meglátása szerint bár kísérletek történtek a többpártrendszer bevezetésére, Atatürk úgy látta, hogy „a pártvezetők szubjektív szándékaitól függetlenül ezek a parlamenti tömörülések igen könnyen a ’reakció’, vagyis a vakhit és a szeparatizmus terjesztésének melegágyává, a reform ellenzőinek védőbástyájává válnak”, így önkényes eszközökkel, egypártrendszerben volt kénytelen irányítani az országot.

### Külpolitika
Az újonnan alapított köztársaság külpolitikáját 1945-ig az óvatos és józan gondolkodásmód jellemezte, Atatürk híres mondásával: „Béke otthon, béke a világban”. A frissen elnyert szabadságot igyekeztek megóvni, így a kormány kereste a kapcsolatot a szomszédos országokkal és nagyhatalmakkal egyaránt. A nemzetiek kormánya még 1921-ben barátsági szerződést kötött a Szovjetunióval, melyet egy semlegességi és megnemtámadási szerződéssel pecsételtek meg 1925-ben, 1935-ben pedig újabb tíz évvel meghosszabbították a barátsági szerződést. A jó török-orosz kapcsolatok alapját az adta, hogy míg a nyugati hatalmak még mindig bizalmatlansággal tekintettek az újonnan létrejött Törökországra, a Szovjetunió kész volt azonnal felkarolni Ankarát. A környező muszlim államokkal is jó viszonyt igyekeztek kialakítani, 1928-ban az afgán király, Amanullah, 1931-ben az iraki Fejszál király, 1934-ben pedig a perzsa sah is ellátogatott a török fővárosba. Mindhárom országgal megnemtámadási szerződést kötöttek 1937-ben.
A nyugati országokhoz való közeledést Törökországnak azon politikája alapozta meg, mely szerint támogatták a status quo-t és a nyugati államokhoz hasonlóan ellenezték Németország és Olaszország területi revíziós követeléseit, annak ellenére, hogy korábban baráti kapcsolatokat ápoltak az olaszokkal. A fasizmus terjedésétől való félelem volt az, ami Róma ellen fordította a törököket. Görögországgal is sikerült jó kapcsolatokat kiépíteni, 1930-ban Venizélosz kormányfő látogatást tett Ankarában, 1931-ben İnönü viszonozta a gesztust Athénban, Venizélosz pedig 1934-ben Nobel-békedíjra jelölte Atatürköt. Ugyanebben az évben Görögország, Jugoszlávia, Románia és Törökország megkötötték a Balkán-paktumot, melyben megegyeztek, hogy megvédik egymás határait egy esetleges támadás esetén. A nyugathoz való közeledés egyik jeleként Törökország 1932-ben tagja lett a Népszövetségnek. 1926-ban a törökök elvesztették az angolokkal szemben Moszulra támasztott igényüket. 1936-ban rendeződött végleg a viszony az Egyesült Királysággal, VIII. Eduárd király tett látogatást az országban.
Az alexandrettai szandzsák, a mai Hatay tartomány miatt komoly nézeteltérések voltak Franciaország és Törökország között, a franciák csak fegyveres fenyegetések után voltak hajlandóak átengedni a túlnyomó többségben töröklakta szandzsákot. Végül, mivel az erősödő német nemzetiszocializmus hatására a franciák maguk mellett akarták tudni a törököket, 1939-ben Hatay visszakerült a török határok mögé. Szíria ezt a döntést a mai napig sem hajlandó elfogadni.

## 1938–1950: İnönü

### A második világháború

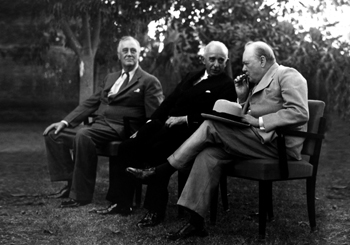
Roosevelt, İnönü és Churchill a második kairói konferencián, 1943.

Atatürk halála után a köztársaság második elnöke İsmet İnönü, Atatürk harcostársa lett, akit a miniszterelnöki székben Celal Bayar követett. İnönü az atatürki eszmék szerint, de jóval józanabbul, kiegyensúlyozottabban és türelmesebben kormányozott, igyekezett megőrizni a kivívott reformokat és helyreállítani a gazdaságot az 1929-es gazdasági válság után.
1939-ben, amikor Hitler megszállta Csehországot, Törökország igyekezett kapcsolatot keresni a nagyhatalmakkal, mindazonáltal İnönü határozott szándéka volt, hogy országa végig semleges maradjon a harcok folyamán. Nagy-Britannia és Franciaország is szövetségeseket keresett, a Szovjetunió pedig már korábban barátsági szerződést kötött a törökökkel. Májusban megszületett egy török-brit megállapodás a Földközi-tenger védelméről. A nem sokkal később bejelentett német-szovjet megállapodás elhidegítette a szovjet-török kapcsolatokat, melyhez nem csak a paktum, de az is hozzájárult, hogy a szovjetek követelték a Boszporusz török felügyeletét szavatoló montreux-i megállapodás revízióját. Október 19-én megszületett a kölcsönös segítségnyújtási szerződés az angolokkal és a franciákkal, melynek egy záradékában Törökország mentesült minden kötelezettség alól, ha az a szovjetek ellen háborút jelentene. Erre a záradékra hivatkozva maradt semleges Törökország, amikor Olaszország hadat üzent a szövetségeseknek, illetve amikor Franciaország elesett és Mussolini megtámadta Görögországot. 1941 júniusában megnemtámadási szerződét kötöttek Németországgal. A németek görög területeket ajánlottak fel Törökországnak, ha csapataik áthaladhatnak a területén, de İnönü változatlanul kitartott a nem hadviselő fél politikája mellett.
İnönü veszélyes vizeken lavírozott, hol az egyik, hol a másik félnek ígérgetett, mindkét oldalról kapott fegyvereket és kölcsönt, de minden csatlakozási felhívásra azzal válaszolt, hogy országa katonailag nincs felkészülve a hadviselésre. Az ország megosztott volt, a pántörök eszméket pártolók az erősödő német győzelmek hatására egyre inkább németbarát politikát követeltek. A liberálisok nyugati győzelemben reménykedtek. Az államfő igyekezett egyik irányzatnak sem kedvezni, 1944-ben pedig betiltották a pántörök társaságokat. A szövetségesek egyre hangosabban követelték Törökország segítségnyújtását: légi támaszpontok építését török területeken. İnönü látszólag belement az egyezségbe, miközben a náci Németország világossá tette, hogy háborús oknak tekinti a szövetséges gépek fogadását. A törökök minden lehetséges módszerrel húzták-halasztották a támaszpontok építését, lassították az ütemterveket.

Az ENSZ alapítása.

Az 1943-as kairói konferencián Churchill és Roosevelt fokozták az İnönüre gyakorolt nyomást, azzal fenyegetőztek, hogy Törökország a háború után magára maradhat a Szovjetunióval szemben, ha sokáig halasztagtja a hadviselést. Az államfő végül beleegyezett a hadviselésbe, azzal a feltétellel, hogy világosan közlik vele a balkáni hadjárat pontos terveit. Ez újabb időhúzást tett lehetővé, mert a szövetségesek képtelenek voltak megegyezni a balkáni partraszálásról. İnönü tovább halasztgatta a döntést, csak fokozatosan engedett a szövetséges követeléseknek. Először leállították a krómérc szállítását Németországba, majd leváltották a németbarátnak tartott külügyminisztert, Rifat Menemencioğlut, ezt követően pedig megszakították a diplomáciai kapcsolatokat a németekkel. A halogató politikára válaszul az angolok és az amerikaiak beleegyeztek, hogy a szovjetek kérésére felülvizsgálják a szorosok kizárólagos török felügyeletét szavatoló montreux-i egyezményt. İnönü ekkor döntött: 1945. február 23-án Törökország hadat üzent Németországnak és Japánnak, így jogot nyert arra, hogy az ENSZ egyik alapító tagja legyen. Márciusban a Szovjetunió bejelentette, hogy nem kívánja meghosszabbítani a törökökkel 1925-ben kötött barátsági szerződést. Sztálin feltétele a meghosszabbításhoz többek között szovjet támaszpontok kiépítése, és a Boszporusz közös török-orosz felügyelete volt. Törökország 1947-ben a Marshall-terv bevezetésével aktív segítséget kapott az Egyesült Államoktól a Szovjetunióval szemben. Bár a világháború során Törökország semlegességét a szövetségesek nem nézték jó szemmel, a háború végeztével szükségük volt a Szovjetunióval szemben stratégiailag fontos pozíciót betöltő országra.

### Gazdaságpolitika
A kemalista politika jórészt a városi lakosságnak és a nagybirtokosoknak kedvezett, a lakosság csaknem 80%-át kitevő kisparasztok életszínvonala azonban nem emelkedett, ami elégedetlenséget váltott ki İnönü kormányával szemben. Bár a villamosenergia-termelés megtízszereződött, jobbára csak a városok tapasztalhatták előnyeit. Nemcsak a parasztok, a kemalista rendszert támogató tisztviselők és értelmiségiek is elégedetlenek voltak, elvesztették hitüket a rendszerben. A háború ideje alatt a növekvő számú hadsereg fenntartása érdekében az állam a bankópréshez fordult, egyre nőtt az infláció, csökkent a lakosság vásárlóereje. Bevezették a fejadót, és megadóztatták a mezőgazdasági termékeket, hogy ellensúlyozzák az inflációt. Alacsonyan tartották a mezőgazdasági termékek árát, és 1945-ben megkezdődött a földosztás, mellyel a földdel nem, vagy csak kevéssel rendelkező parasztokat akarták segíteni. Mindez a kormány ellen fordította a nagybirtokosokat is. A földosztásról szóló rendeletet heves vita előzte meg, melynek során a „négyekként” ismert Adnan Menderest, Celal Bayart, Fuat Köprülüt és Rıfat Koraltant kizárták a CHP-ből, akik szinte azonnal megalapították a Demokrata Pártot.
Az országban 1950-ben tartottak először igazi, demokratikus választásokat, melyet a CHP elvesztett. Ezzel kezdődött meg a többpártrendszer korszaka Törökországban.